# 10441 van Rijckevorsel
10441 van Rijckevorsel (9076 P-L) là một tiểu hành tinh vành đai chính.